# Хилдехарой (аул)
Хилдехарой (чечен. Хилдиехьа) — покинутый аул в Итум-Калинском районе Чеченской Республики. Находится на территории Зумсойского сельского поселения. 

## География
Расположен к юго-востоку от районного центра Итум-Кали.
Ближайшие населённые пункты и развалины бывших аулов: на северо-западе — бывшие аулы Верхний Исхой, Нижний Исхой, Данкалой и сёла Бугарой, Ушкалой, на северо-востоке — бывшие аулы Исмаилкалой, Мужиар и Кештерой, на юго-западе — село Ведучи, на востоке — бывшие аулы Беле Хайха, Юкарашты, на западе — бывшие аулы Верхний Херахой и Нижний Херахой.

## Уроженцы
- Ума Дуев
- Дада Умаев
- Джаватхан Муртазалиев